# عبد القادر السرحان
الملا عبد القادر السرحان (1914 - 2002) قاضي كويتي وإمام وخطيب ومدرس وأول مختار لجزيرة فيلكا.

## عن حياته
الملا عبد القادر بن محمد بن عبد القادر السرحان من رجالات جزيرة فيلكا، فهو أول مختار لجزيرة فيلكا، تولى عدة مهن مهمة كالقضاء والإمامة والخطابة والتدريس وعقد الأنكحة.

## المولد
ولد الملا عبد القادر في بيت والده بجزيرة فيلكا عام 1322 هجرية الموافق 1914 ميلادية، وهو من أسرة عريقة اشتهرت بالعلم والتدين حيث كان جده الملا عبد القادر قاضياً لأهالي جزيرة فيلكا، وصاحب كتاب معروف لتدريس الأولاد القراءة والكتابة وحفظ القرآن الكريم. كما تولى والده الملا محمد السرحان «المتوفي عام 1937 م» القضاء بعد وفاة جده وأكمل مسيرة التعليم في مدرستهم الخاصة بمساعدة عمه الملا معروف السرحان «المتوفي عام 1966 م» خطيب وأمام مسجد شعيب وناظر مدرسة فيلكا القديمة.

## طلبه للعلم وشيوخه
درس الملا عبد القادر في كتاب والده وتعلم اللغة العربية قراءة وكتابه وحفظ القرآن الكريم، ثم أرسله والده إلى الفاو في العراق ليدرس عن الشيخ محمد أحمد الخلف مفتي الفاو، ثم استكمل تدريسه عند عدة علماء أجلاء ومنهم الشيخ عبد اللطيف العدساني الذي واظب على حضور دروسه الفقيه في المذهب الشافعي والتي يلقيها على طلبته في مسجد العدساني الكبير، ومن شيوخه أيضاً الشيخ سيد يعقوب والملا ادريس إسماعيل ادريس. وعند بلوغة سن الثالثة عشر انتقل إلى السكن داخل سور الكويت ليكمل هذا الشيخ طلبة للعلم في المدرسة الأحمدية التي تأسست عام 1921م وسميت نسبة إلى حاكم الكويت آنذاك الشيخ أحمد الجابر الصباح، ومن الأساتذة الذين درس عندهم الأستاذ عبد الملك الصالح مدير المدرسة الأحمدية، والشيخ عبد الله النوري، والشيخ عبد الوهاب الفارس والشيخ عبد العزيز الفارس، والأستاذ راشد السيف والأستاذ محمود شوقي الايوبي.
مكث عدة سنوات ينهل من علوم هذه المدرسة النظامية، وتعلم الحساب والجغرافيا والتاريخ بالإضافة إلى الدين واللغة العربية. وبعد انتهائه من الدراسة بالأحمدية لم يتوقف عن التعلم، فأيرسله والده إلى الدراسة عند الشيخ عبد الله بن محمد الأعرج في مدينة البصرة، ليمكث عنده سبعة أشهر ينهل من علمه الشرعي.

## العمل بالتدريس
وفور عودته من البصرة التحق الملا عبد القادر بكتاب والده ليكون معلماً لتدريس الأولاد بجزيرة فيلكا. وفي عام 1937م افتتحت أول مدرسة حكومية في جزيرة فيلكا وكان مقرها في ديوانيه آل شعيب بالقرب من مسجد شعيب، وكان الملا عبد القادر مدرساً فيها مع مجموعة من الأساتذة مثل معروف السرحان والملا حاجي محمد القيسي، والأستاذ يوسف الحاج أحمد والأستاذ عيسى مطر. وتولى عمه الملا معروف نظارة المدرسة، ثم تولاها الأستاذ عيسى مطر من بعده، ثم الأستاذ محمد كمال وهو من البعثة التعليمية من فلسطين. واستمر الملا عبد القادر بمهنة التعليم مدة تجاوزت الثلاثين عاماً، وتقاعد في الستينيات من القرن الماضي.

## الإمامة والخطابة والإفتاء
تولى الملا عبد القادر السرحان إمامة المصلين في مسجد طاهر الشمالي بجزيرة فيلكا مند عام 1931 وعمره سبعة عشر عاماً واستمر سنوات طويلة يؤم للصلاة بالأهالي في هذا المسجد امتدت إلى أكثر من ثلاثين سنة ثم انتقل إلى الإمامة في مسجد الشيخ صباح السالم الجديد في مطلع الستينيات وعرف خلالها بالفتوى والصوت الخاشع في تلاوته لآيات القرآن الكريم. أما عن الخطابة فكان الملا عبد القادر يقوم بإلقاء خطبة الجمعة في مسجد شعيب في حالة غياب الخطيب الأصلي عمه الملا معروف السرحان، ثم تولى الخطابة في مسجد شعيب بعد وفاة عمه عام 1966.
ويقول الملا عبد القادر السرحان في لقائه مع مجلة الوعي الإسلامي خطبة الجمعة تكون عادة ما بين «20- 25» دقيقة وكان يحضرها الشيخ جابر الأحمد والشيخ عبد الله الأحمد والشيخ عبد الله الجابر والشيخ عبد الله الخليفة وغيرهم من كبار المسؤولين وكانت الأوقاف لاتزود الأئمة بالخطب كل أسبوع حيث كنا نرجع إلى الكتب الإسلامية، مثل خطب ابن نباته ونقتبس منها ونكتبها على ورقة لنقرأها على جمهور المصلين في خطبة صلاة الجمعة.
ويضيف الملا عبد القادر بعض ذكرياته القديمة بأنه في صلاة الفجر كان المؤذن يصعد إلى المنارة ويدعو ويهلل ويكبر حتى يحين موعد الاذان فيؤذن وسابقاً لا يوجد أذان أول وانما دعاء ويسمى تنبيهاً وبعدها تغيرت الأوضاع حينما تأسست دائرة الأوقاف في عام 1949م فقالوا هذه الطريقة التي قبل الاذان بدعة فتركناها وبدأنا نؤذن الاذان الأول حتى يحين موعد الاذان. وعرف الملا عبد القادر بأنه كان مفتياً في الأمور الدينية، وكان مأذوناً شرعياً لعقد الأنكحة للمذهب السني لأهالي فليكا.

## أول مختار لفيلكا
كان هناك نظام قديم من مطلع القرن الماضي لإدارة شؤون الجزيرة من قبل حاكم الكويت وهو نظام الأمير الذي يعينه الشيخ وقد تعاقب عليها عدد من الكويتيين، وبعد استقلال الكويت صدر قانون المختارية في عام 1962 م وبناء عليه تم إجراء انتخاب بين أهالي جزيرة فيلكا لاختيار مختار لهم وتم اختياره كأول مختار لفيلكا في عام 1962م ليتولى هذا المنصب، واستمر فيه عدة سنوات حتى عام 1966م، ثم تركه لانه يفضل التدريس على المختارية، ومما يؤثر عنه بأنه لايوقع على شهادات طلب الجنسية الا بعد البحث والتأكد من إقامة الشخص طالب الجنسية طوال المدة ان تعطى الجنسية لاقاربهم الوافدين حديثاً إلى فليكا، وتولى المختارية من بعده حسين محمد يوسف مال الله، ثم عبد اللطيف يعقوب طاهر الذي مازال مختاراً لها حتى اليوم.

## مكانة الملا عبد القادر السرحان العلمية والتاريخية
كان الملا عبد القادر مرجعاً للباحثين والمؤرخين عن ماضي جزيرة فيلكا في دراساتهم وبحوثهم، كان مصدراً موثوقاً به لما عرف عنه بالتدين والورع والصدق والأمانة، ومما استفاد من علم هذا العالم من ناحية التاريخ تلميذه الأستاذ الباحث خالد سالم محمد، المعروف بمؤرخ جزيرة فيلكا حيث اعتمد في تاريخ المواقع الجغرافية بفيلكا، وتوثيق المعلومات المهمة عن علماء ومشايخ ومدرسين الذين سكنوها في الآونة الماضية.[بحاجة لمصدر]
كما استفاد الباحث في التراث الكويتي الأستاذ صالح المسباح من روايات الملا عبد القادر التاريخية عن الحجاج قديماً وسجلها في كتابه القيم «حملات الحج الكويتية على الإبل» ويعد الأستاذ المسباح آخر من اجرى لقاء صحفياً معه قبيل وفاته ونشر هذا اللقاء في مجلة الوعي الإسلامي عدد مايو سنة 2001م، كما دون الأستاذ الدكتور المصري محمد عبده محجوب معلومات قيمة عن أهالي جزيرة فيلكا واعمالهم وعاداتهم أثناء لقاءه معه في 6/10/1968م، ونشر هذه المعلومات الثرية في كتابه «اثنوجرافيا المجتمعات البدوية العربية في ستينيات القرن الماضي». والجدير بالذكر ان د. محجوب كان من أوائل الدكاترة العاملين بسلك التدريس في جامعة الكويت بعد افتتاحها عام 1966م، ومن الذين استمدوا منه بعضاً من أخبار رجال الدين بفيلكا الباحث عدنان سالم الرومي في كتابه «تاريخ مساجد الكويت القديمة» حيث نقل من الملا عبد القادر أسماء الأئمة والخطباء والمؤذنين في مساجد فيلكا. وهذا فيض من غيض من أسماء الباحثين الذين اعتبروا الملا عبد القادر السرحان مرجعاً مهماً يعتمد عليه في مؤلفاتهم التاريخية، وهذا الامر ليس بغريب على أسرته حيث استضاف عمه الملا معروف السرحان العلامة العراقي الشيخ جلال الحنفي الذي زار جزيرة فيلكا في عام 1960 وحل ضيفاً عليه ودوّن هذه الاخبار في كتابه القيم «معجم الألفاظ الكويتية».

## كتابات محجوب عن الملا عبد القادر السرحان
ألف الأستاذ الدكتور محمد عبده محجوب كتاباً في مطلع العام الحالي واطلق عليه اسم «اثنوجرافيا المجتمعات البدوية العربية في ستينيات القرن الماضي» وتناول فيه المجتمع الكويتي من خلال دراسته لسكان قرية الجهراء وجزيرة فيلكا وذلك أثناء اقامته بالكويت لكونه استاذاً بجامعة الكويت. ومما كتبه د. محجوب عن أسرة الملا عبد القادر عند حديثه عن الدور الذي يلعبه الملا عبد القادر في الحياة الدينية والسياسية في فيلكا ما يلي: عائلة الملا عبد القادر من العائلات الاصلية في فيلكا ولها كلمة مسموعة عند الحكام والشيوخ ولا تعطى الجنسية لأي من أهالي فيلكا الا بشهادة الملا عبد القادر وهو مشهور بالورع والفتوى والصدق ولم يذكر أحد انه شهد زوراً وهو كذلك يتحاشى الاختلاط بالناس.
قاضي فيلكا يقوم بتسجيل عقود الزواج بين أهل السنة كما يلعب دوراً في تسوية المنازعات والخلافات الزوجية والمتعلقة بالميراث وكل القضايا الشرعية، كما تلجأ اليه النسوة في حالات الخلاف مع ازواجهن أو رغبتهن في الحصول على الطلاق، وقد شغل الملا عبد القادر منصب مختار فيلكا قبل المختار الحالي.

## الوفاة
توفى الملا عبد القادر محمد السرحان في يوم الجمعة الموافق 1/3/2002 ميلادية.

## تكريم دولةالكويتللملا عبد القادر السرحان
كرمته وزارة التربية بعهد وزيرها السابق الأستاذ صالح عبد الملك الصالح بإهدائه ميدالية وشهادة شكر في عيد العلم، وأطلقت وزارة الأوقاف والشؤون الإسلامية اسمه الكريم على أحد مساجدها في منطقة الشعب تقديراً لدوره في خدمة الكويتيين.